# 서던 일리노이 주립 대학교 카본데일

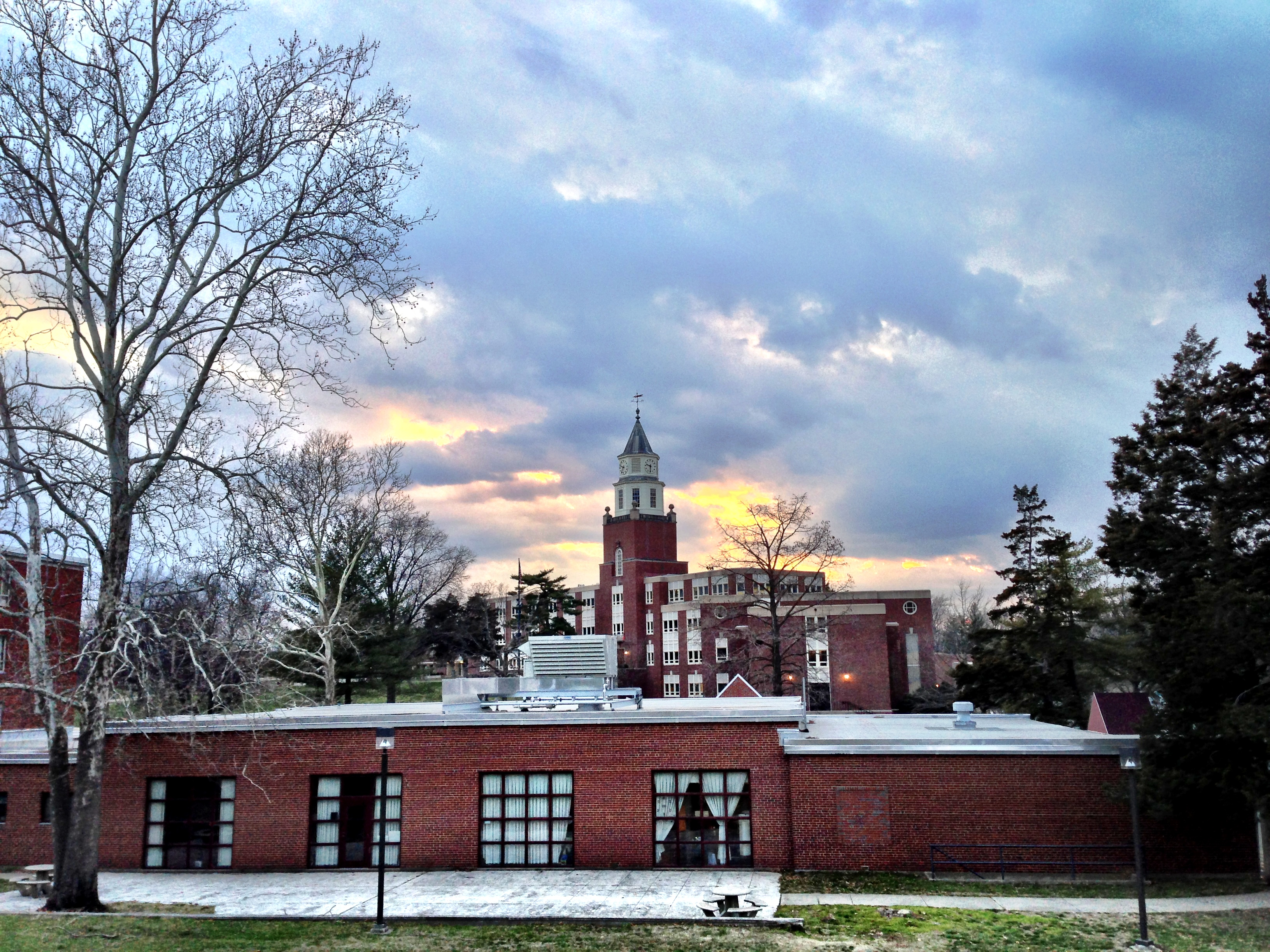

서던 일리노이 주립 대학교(영어: Southern Illinois University Carbondale)는 미국 일리노이주 카본데일에 있는 4년제 주립 대학교이다.

## 학교 연혁과 역사
1869년 첫 개교되어 현재에 이르고 있다.